# بيتر أوربان (كاتب)
بيتر أوربان (بالألمانية: Peter Urban)‏ هو محرر أدبي ومترجم وكاتب ألماني، ولد في 16 يوليو 1941 في برلين في ألمانيا، وتوفي في 9 ديسمبر 2013 في Nösberts-Weidmoos ‏ في ألمانيا.

## وصلات خارجية
- بيتر يوربان على موقع IMDb (الإنجليزية)
- بيتر يوربان على موقع ميوزك برينز (الإنجليزية)
- بيتر يوربان على موقع كينوبويسك (الروسية)